# The Rose (Film)

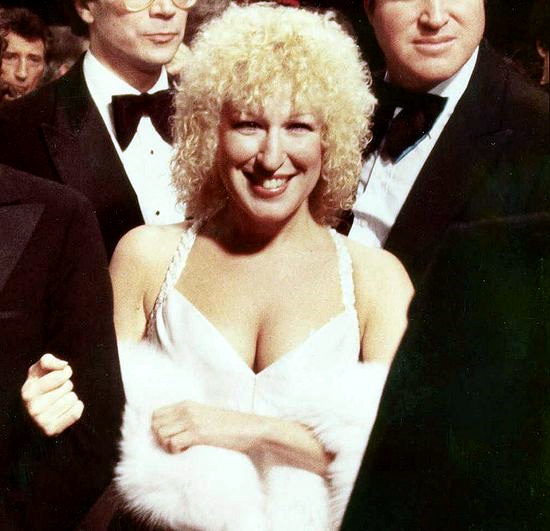
Bette Midler auf der Premiere zu The Rose

The Rose ist ein US-amerikanischer Spielfilm aus dem Jahre 1979. Die Handlung ist an die Biografie der Sängerin Janis Joplin angelehnt. Der Film wurde auch in der DDR gezeigt, kam dort aber erst am 14. Mai 1982 in die Kinos.

## Handlung
Der Film spielt 1969. Mary Rose Foster ist ein Rockstar, genannt „The Rose“. Sie kommt zu einem Konzert nach New York City und ist nach langer Tournee und einem Leben mit übermäßigem Alkohol- und Drogenkonsum völlig ausgebrannt. Nächstes Ziel ist Florida, wo sie zum ersten Mal in ihrer Heimatstadt auftreten soll, was sie an ihre harte Vergangenheit erinnert. Dies soll ihr vorerst letztes Konzert werden, da sie dringend eine Pause benötigt. Ihr Manager Rudge will davon nichts wissen. Er hatte aus der völlig unbekannten Sängerin innerhalb von zwei Jahren einen Superstar aufgebaut und jetzt, wo sie endlich viel Geld verdienen könnte, kann er nicht genug bekommen. Er schließt Verträge für weitere Verpflichtungen ab, sodass Rose keine andere Wahl hat, als weiterzumachen. 
Nach einem Konzert in Texas besucht Rose mit ihrem Manager den von ihr verehrten Country-Sänger Billy Ray, von dem sie bereits mehrere Song nachgesungen hat. Sie hofft, dass er ihre Versionen mag, doch stattdessen verbietet er ihr, einen weiteren seiner Songs zu interpretieren. Rose ist zutiefst enttäuscht und wird wütend. Sie schlägt um sich, streitet mit ihrem Manager und verlässt mit dem Chauffeur Houston Dyer, der eigentlich Billys Rays Fahrer ist, den Ort. Ziellos fahren sie durch die Stadt, und Rose beginnt sich in Dyer zu verlieben. Nach einer durchzechten Nacht in New York landen sie in ihrem Hotelzimmer. Rose meint, endlich einen Freund gefunden zu haben, der sie versteht. Doch die Beziehung leidet unter den wechselhaften Stimmungen von Rose, die Dyer nicht erträgt. Auch Manager Rudge macht ihm das Leben schwer. Er hält Dyer für einen Nichtsnutz.
In Memphis begegnet Rose einen Tag vor dem Konzert ihrer alte Freundin Sarah. Dyer trifft die beiden in einer zweideutigen Situation an, die er missinterpretiert und daraufhin Rose verlässt. Mental angeschlagen eilt sie nach Jacksonville, Florida, ihrer Heimatstadt, wo ihr nächstes Konzert stattfinden soll. Rose teilt ihrem Manager mit, dass dies ihr vorerst letzter Auftritt sei. Rudge will sich das nicht bieten lassen und feuert sie auf der Stelle, sodass er dieses Konzert, das ihr so viel bedeutet, absagen will, obwohl die Zuschauer bereits im Stadion warten. Rose ist entsetzt und fleht ihn an, seine Entscheidung rückgängig zu machen. Er beruhigt sie, doch plötzlich schlägt ihre Laune um und sie will von dem Konzert nichts mehr wissen, sondern abreisen und nach Mexiko gehen. In Wirklichkeit wollte Rudge das Konzert nicht absagen, sondern hatte darauf spekuliert, dass Rose ihre Meinung, wie so oft, ändert. Deshalb ruft er sie an und entschuldigt sich. Wie erhofft ändert sie ihre Meinung erneut und will zurückkehren. Dennoch sitzt diese Verletzung tief und Rose beginnt eine chaotische Kneipentour durch die Nacht. Dabei kommt es mit Dyer, mit dem sich Rose zwischenzeitlich wieder versöhnt hatte, wiederholt zum Streit. Diesmal verlässt er sie endgültig, was Rose an den Rand eines Nervenzusammenbruches bringt. Sie greift wieder zu Alkohol und Drogen und kann sich kaum auf den Beinen halten, als sie zum Konzert erscheint und Rudge sie auf die Bühne bringt. Die tobende Menge gibt ihr zunächst Kraft, und sie genießt den Jubel des Publikums. In einer emotionalen Ansprache dankt sie ihren Fans, die sie als ihre „Familie“ bezeichnet. Mit den Worten „Mama is home“ beginnt sie ihren ersten Song, der sie aber so viel Kraft kostet, dass sie danach auf der Bühne tot zusammenbricht.

## Kritiken
Das Lexikon des internationalen Films wertete: „Die an das Leben von Janis Joplin erinnernde Story wird einfühlsam interpretiert, und die zahlreichen Musiknummern sind hervorragend in die Handlung einbezogen.“
Cinema schrieb: „Es wirkt heute veraltet, aber Midler spielt den Weg in den Abgrund mit großer Hingabe.“
Bei kino.de ging man auch auf die Hintergründe des Films ein: „Ursprünglich unter dem Titel ‚Pearl‘ als Verfilmung der Lebensgeschichte von Janis Joplin geplant, musste man nach Auseinandersetzungen mit der Familie der 1970 verstorbenen Sängerin Titel und Story ändern.“ So wurde dies die „Erste Hauptrolle für Bette Midler“, in der sie „all ihre Talente umwerfend ausspielt und den Durchbruch schaffte.“

## Auszeichnungen (Auswahl)
Bette Midler erhielt 1980 für ihre Darstellung der Rose den Golden Globe Award als beste Schauspielerin in einem Musical und als beste Nachwuchsdarstellerin. Der Titelsong The Rose erhielt einen Golden Globe als bester Song.
Bette Midler und Frederic Forrest wurden außerdem jeweils für einen Oscar nominiert. Weitere Oscar-Nominierungen erhielt der Film in den Kategorien Bester Schnitt und Bester Ton (Theodore Soderberg, Douglas O. Williams, Paul Wells und James E. Webb).
Forrest wurde von der National Society of Film Critics als bester Nebendarsteller ausgezeichnet.

## Songs
- The Rose
- Stay With Me
- Camellia
- The Night We Said Goodbye
- Evil Lies
- Sold My Soul to Rock'n Roll
- Keep On Rockin
- Fire Down Below
- I've Written A Letter To Daddy
- When a Man Loves a Woman
- Midnight In Memphis
- Whose Side Ara You On
- Let Me Call You Sweetheart